# Hall of Fame Tennis Championships 1997
L'Hall of Fame Tennis Championships 1997 è stato un torneo di tennis giocato sull'erba. È stata la 22ª edizione dell'Hall of Fame Tennis Championships, che fa parte della categoria World Series nell'ambito dell'ATP Tour 1997. Si è giocato all'International Tennis Hall of Fame di Newport negli Stati Uniti, dal 7 al 14 luglio 1997.

## Campioni

### Singolare
Sargis Sargsian ha battuto in finale  Brett Steven con il punteggio di 7–6(0), 4–6, 7–5

### Doppio
Justin Gimelstob /  Brett Steven hanno battuto in finale  Kent Kinnear /  Aleksandar Kitinov con il punteggio di 6–3, 6–4